# Dia do Profissional de Informática
O Dia do Profissional da Informática ou Tecnologia da Informação (TI) é comemorado no dia 19 de outubro, no Brasil. O Dia da Informática é celebrado no dia 15 de agosto.
Os profissionais que trabalham na área de Informática são pessoas importantes para as empresas e demais pessoas, pois são esses trabalhadores que nos mantém conectados e rodeados de tecnologia.
O profissional da Informática atua em diversas funções, sendo que é o responsável por uma boa interação entre usuários e computador, criação de softwares, criação de sites, suporte técnico, organização de banco de dados, configurações em redes de computadores, entre outros.
Existem muitos cursos técnicos e superiores para a área de informática. Dos cursos existentes atualmente, os dois que mais se destacam são a Ciência da Computação e Sistemas de Informação.

## Origem do Dia do Profissional da Informática ou Tecnologia da Informação
O profissional da Informática é uma profissão recente, criada nos últimos 40 anos. Não há registro do motivo pelo qual o dia 19 de outubro foi escolhido como o dia desses profissionais, até porque é considerada apenas uma data comemorativa, e não oficial.
De todo o modo, a data comemorativa não é voltada para a comemoração em si, e sim para lembrar da importância do profissional da Informática exercida ao redor do mundo.

## Regulamentação do Profissional da Informática ou Tecnologia da Informação
Desde 2007, há um projeto em discussão no Senado sobre a regulamentação da profissão. O projeto em questão aborda que, se entrar em vigor, os profissionais que exercerão atividades no setor de Tecnologia da Informação precisarão – de forma obrigatória – de registro no conselho regional de Informática, porém, para que o registro seja válido, a pessoa deve ter:
- 5 anos de experiência comprovada para analista de sistemas.
- 4 anos de experiência comprovada para técnico de informática.

A Sociedade Brasileira de Computação (SBC), por exemplo, expõe-se contra essa reserva de mercado de trabalho, enquanto que é a favor da liberdade do exercício da profissão, isto é, adquirir conhecimento técnico-científico e social de qualidade em um curso superior, que compreende a competência profissional como diferencial. 
Cuidado para não confundir com o Dia do Programador um feriado oficial na Rússia. 